# 小啞鈴星雲
小啞鈴星雲，也稱為M76、NGC 650/651、巴貝爾（Barbell）星雲、或柯克（Cork）星雲，是在英仙座的一個行星狀星雲。它是皮埃爾·梅尚在1780年發現，並被夏爾·梅西耶收錄在他的類似彗星天體的目錄，編號為M76。1918年，它首度被天文學家希伯·柯蒂斯確認為行星狀星雲。然而，這個說法存在一些爭議，因為艾薩克·羅伯茨（Isaac Roberts）在1891年就確實曾暗示M76可能類似於M57，但是從側面觀察看到的影像。現在，依照它的結構歸類為雙極行星狀星雲（BPNe）。
目前估計M76的距離是780秒差距，或2,500光年，依此距離推算的平均大小是0.378秒差距（1.23光年）。
星雲總光度的視星等為 +10.1等，它的中心恆星或行星狀行星核（PNN）的目視星等為 +15.9等，藍星等為 +16.1等。來自PNN的紫外光激發星雲正在膨脹的外殼，顯示整個行星狀星雲正以每秒19.1公里的速度朝向我們膨脹，並且表層的溫度約為88,400K。
通用的小啞鈴星雲名稱源於它與狐狸座的啞鈴星雲（M27）的相似性。它最初被認為是由兩個獨立的發射星雲組成，因此在NGC天體表中被賦予兩個目錄編號：NGC 650和651。有些觀測者認為這個天體是梅西耶天體中最黯淡、最難看到的天體之一。

## 外部連結
- WikiSky上关于The Little Dumbbell Nebula的内容：DSS2, SDSS, GALEX, IRAS, 氢α, X射线, 天文照片, 天图, 文章和图片
- NightSkyInfo.com – M76, the Little Dumbbell Nebula
- Little Dumbbell Nebula (M76, NGC 650 and 651) （页面存档备份，存于）
- The Little Dumbbell Nebula @ SEDS Messier pages （页面存档备份，存于）
- Hardy, Liam; Crowther, Paul. . Deep Sky Videos. Brady Haran.   [2020-09-27]. （原始内容存档于2020-07-02）.